# BCDMH
Il BCDMH, noto anche come 1-bromo-3-cloro-5,5-dimetilidantoina è un composto organico derivato dall'eterociclo dimetilidantoina. In condizioni normali è un solido biancastro con un leggero odore di cloro. Viene usato industrialmente come biocida per il trattamento di acque e fanghi, e anche come disinfettante per piscine.

## Sintesi
Il BCDMH viene prodotto per bromurazione  e successiva clorurazione di 5,5-dimetilidantoina.

## Tossicità / Indicazioni di sicurezza
Il BCDMH è disponibile in commercio. Il composto è nocivo se ingerito, nonché irritante per gli occhi, le vie respiratorie e la pelle. È tossico per gli organismi acquatici. Non ci sono dati che indichino proprietà cancerogene.